# Partito Liberal Democratico (Australia)
Il Partito Liberal Democratico (in inglese: Liberal Democratic Party) è un partito politico australiano di orientamento liberale fondato nel 2001. Il partito sostiene politiche basate sui principi liberali classici e libertari di destra.

## Storia
Il Partito Liberal Democratico è stato fondato nel 2001 come partito politico registrato nel Territorio della Capitale Australiana. Ha partecipato per la prima volta alle elezioni del 2001 nel Territorio della Capitale Australiana, ricevendo l'1% dei voti. Tre anni dopo ha ricevuto nel Territorio della Capitale Australiana l'1,3% dei voti.
Alle elezioni federali australiane del 2007 ha ottenuto 17.048 voti (0,14%) nella camera bassa e 16.942 voti (0,13%) nella camera alta.
Alle elezioni federali australiane del 2010 i consensi del partito crebbero allo 0,2% alla Camera e all'1,8% al Senato.
Nel 2012, il PLD ottiene due consiglieri nella zona metropolitana di Sydney. Nello stesso anno, il partito ottiene il 13,3% a Ramsay e il 7,3% a Port Adelaide.
Alle elezioni federali del 2013, il candidato del PLD David Leyonhjelm è stato eletto al Senato dopo aver ottenuto il terzo maggior numero di voti nello stato del Nuovo Galles del Sud Poco dopo, il membro del PLD Clinton Mead fu eletto sindaco della città di Campbelltown, nel Nuovo Galles del Sud.
Attualmente, il PLD ha 2 seggi nel Consiglio legislativo dello stato di Victoria e 1 nel Consiglio legislativo dello stato dell'Australia Occidentale.

## Risultati
| Elezione          | Elezione | Voti    | %    | Seggi   |
| ----------------- | -------- | ------- | ---- | ------- |
| Parlamentari 2007 | Camera   | 17 048  | 0,14 | 0 / 150 |
| Parlamentari 2007 | Senato   | 16 942  | 0,13 | 0 / 40  |
| Parlamentari 2010 | Camera   | 24 262  | 0,20 | 0 / 150 |
| Parlamentari 2010 | Senato   | 230 191 | 1,81 | 0 / 40  |
| Parlamentari 2013 | Camera   | 4 716   | 0,04 | 0 / 150 |
| Parlamentari 2013 | Senato   | 523 831 | 3,91 | 1 / 40  |
| Parlamentari 2016 | Camera   | 66 261  | 0,49 | 0 / 150 |
| Parlamentari 2016 | Senato   | 298 915 | 2,16 | 1 / 76  |
| Parlamentari 2019 | Camera   | 34 666  | 0,24 | 0 / 151 |
| Parlamentari 2019 | Senato   | 169 735 | 1,16 | 0 / 40  |
| Parlamentari 2022 | Camera   | 252 963 | 1,73 | 0 / 151 |
| Parlamentari 2022 | Senato   | 340 132 | 2,26 | 0 / 40  |